# Godzilla vs. Biollante
Godzilla vs. Biollante (ゴジラvsビオランテ, Gojira tai Biorante) is een Japanse kaijufilm uit 1989. Het is de 17e van Toho's Godzillafilms, en een direct vervolg op The Return of Godzilla. De regie was in handen van Kazuki Omori, met special effects door Koichi Kawakita.
De film focust zich op biotechnologie, en de gevaren ervan. Tevens behandelt de film spionage, en komen er scènes in voor gebaseerd op de James Bondfilms.

## Verhaal
De film begint waar The Return of Godzilla ophield. Godzilla is opgesloten in een vulkaan. Een groep wetenschappers doorzoekt het puin van Tokio op zoek naar weefselmonsters van Godzilla. Een team van Amerikaanse soldaten probeert met een bemachtigd monster te vluchten, maar wordt onderschept door een huursoldaat die de weefselmonsters steelt.
Ondertussen, in het Midden-Oosten, bereid een Japanse onderzoeker genaamd Dr. Genshiro Shiragami zich voor om terug te keren naar Japan met zijn dochter Erika. Dan wordt hun lab doelwit van een terroristische aanslag, en Erika komt bij de aanval om.
Vijf jaar later heeft Dr. Shiragami zich teruggetrokken in isolatie. Hij besteedt het merendeel van zijn tijd aan het onderzoeken van de psychische energie van rozen. Miki Saeguas, een jonge vrouw met telepathische gaven, begeleid hem bij zijn onderzoek. Dr. Shiragami en zijn werk worden in de gaten gehouden door twee groepen: een bende criminelen ingehuurd door Bio Major en een huurmoordenaar uit het Midden-Oosten. Het blijkt dat Dr. Shiragami betrokken is bij de studie van Godzilla’s lichaamscellen. Zijn medewerkers geloven dat Shiragami hen helpt een anti-nucleaire bacterie te maken met behulp van de lichaamscellen. Deze bacteriesoort zou al het radioactieve afval kunnen opruimen, en een sterk wapen vormen tegen Godzilla. In werkelijkheid werkt Dr. Shiragami in het geheim aan zijn eigen experimenten.
Zowel de criminelen als de huurmoordenaar breken tegelijk in bij Shiragami’s laboratorium, en wanneer ze elkaar tegen het lijf lopen ontstaat er een vuurgevecht. Het gevecht wordt onderbroken door een enorme plant die een van de mannen dood. De anderen kunnen maar net ontkomen, zich niet bewust dat de plant die ze hebben gezien het resultaat is van Dr. Shiragami’s experimenten. De volgende dag bekend Dr. Shiragami eindelijk dat hij DNA van een roos heeft gecombineerd met de lichaamscellen van Godzilla. Tevens had hij DNA van zijn overleden dochter toegevoegd. Hij noemt de plant Biollante.
Bio Major maakt ondertussen plannen om de anti-nucleaire bacterie in handen te krijgen. Ze sturen een dreigbrief naar de Japanse overheid met de mededeling dat als de bacterie niet aan hen wordt overhandigd, ze Godzilla vrij zullen laten. Nu het hele land in gijzeling is genomen, moet de overheid toestemmen. De overdracht lijkt goed te verlopen, tot de huurmoordenaar tussenbeide komt en de bacterie steelt. Bio Major maakt derhalve zijn dreigement waar, en brengt een paar bommen tot ontploffing die het puin rond de vulkaan opruimen. Godzilla breekt uit.
Wanneer hij Godzilla’s gebrul hoort, begint Biollante te bloeien en lijkt Godzilla te roepen. Volgens Dr. Shiragami is dit omdat Biollante en Godzilla in feite hetzelfde wezen zijn. De JSDF maakt zich klaar voor de confrontatie met Godzilla. Ze lanceren de Super-X 2, een op afstand bestuurbare versie van de Super-X uit de vorige film. De machine wordt door Godzilla echter gedwongen zich terug te trekken.
Godzilla bereikt Biollante, en valt het plantbeest meteen aan. De strijd verloopt snel, en Biollante wordt blijkbaar gedood door Godzilla. Wel geeft het gevecht de JSDF wat tijd om zich klaar te maken voor een tweede poging. Ze vermoeden dat Godzilla’s radioactieve energie sterk is afgenomen nu hij twee keer heeft moeten vechten, en dat hij vermoedelijk naar de dichtstbijzijnde kerncentrale zal gaan. Deze bevindt zich in Tsuruga, dus gaat het hele leger daarheen.
De theorie blijkt echter niet te kloppen, en Godzilla duikt op in Osaka. Miki probeert Godzilla te verdrijven via een telepathische aanval, maar de sterke wilskracht van het beest is te veel voor haar en ze verliest het bewustzijn. Een nieuw plan wordt snel uitgedacht, en de JSDF probeert Godzilla te infecteren met de anti-nucleaire bacterie. De bacteriën worden op Godzilla afgeschoten, maar lijken hem totaal niet te deren. Dit omdat Godzilla’s lichaam te koud is voor de bacteriën. De JSDF probeert Godzilla naar een vlakte te lokken en hem daar met magnetronstraling op te warmen zodat de bacteriën actief worden. Ook dit plan faalt.
Dan duikt onverwacht Biollante weer op in een nieuwe sterkere vorm. De twee monsters bevechten elkaar opnieuw. Het gevecht verhoogt Godzilla’s lichaamstemperatuur, en de bacteriën beginnen eindelijk te werken. Godzilla slaagt er nog net in om Biollante dodelijk te verwonden met zijn atoomstraal, en strompelt vervolgens weg. Terwijl Biollante sterft, vuurt hij zijn sporen nog de ruimte in.
De huurmoordenaar, die nog altijd achter Godzilla’s lichaamscellen aan zit, schiet Dr. Shiragami dood. Voor hij iets kan doen, wordt hij zelf gedood door de laatste nog werkende magnetronplaat.
Alles lijkt weer in orde, totdat Godzilla opnieuw opduikt. Hij heeft ondanks zijn slechte toestand de zee weten te bereiken, en het koude water heeft hem voldoende afgekoeld om de bacteriën weer uit te schakelen. Daar de bacteriën nog wel in zijn lichaam zitten, moet hij in zee blijven. De film eindigt met Godzilla die weer de zee in duikt en wegzwemt.

## Rolverdeling
| Acteur              | Personage                   |
| ------------------- | --------------------------- |
| Kunihiko Mitamura   | Kazuhito Kirishima          |
| Yoshiko Tanaka      | Asuka Okouchi               |
| Masanobu Takashima  | Major Sho Kuroki            |
| Koji Takahashi      | Dr. Shiragami               |
| Tôru Minegishi      | Lieutenant Goro Gondo       |
| Megumi Odaka        | Miki Saegusa                |
| Toshiyuki Nagashima | Director Seiichi Yamamoto   |
| Ryunosuke Kaneda    | Azuka's Father              |
| Kazuma Matsubara    | Self Defense Forces Officer |

## Achtergrond
De film werd met gemengde reacties ontvangen. Veel fans prezen de film voor zijn creativiteit en unieke tegenstander voor Godzilla. Anderen vonden de film juist minder omdat er relatief weinig gevechtsscènes in zitten.
In Japan werden voor de film ongeveer 2 miljoen kaartjes verkocht, waarmee de opbrengst uitkwam op $7,000,000.
Het concept voor de film werd bedacht door Shinichiro Kobayashi, een tandarts die meedeed aan een door Toho georganiseerde wedstrijd. Zijn script werd echter zwaar aangepast. De enige onderdelen die intact bleven waren de dood van Erika, de creatie van Biollante, de telepaat en het einde. In het originele script kwam ook een rat/vis-monster genaamd Deutalios voor dat snel door Godzilla zou worden verslagen, maar deze werd eruit geschreven en vervangen door de Superx2.

## Prijzen en nominaties
| jaar | prijs                         | categorie               | genomineerde(n)    | uitslag  |
| ---- | ----------------------------- | ----------------------- | ------------------ | -------- |
| 1990 | Mainichi Film Concours        | Beste actrice           | Yoshiko Tanaka     | gewonnen |
| 1991 | Award of the Japanese Academy | Nieuwkomer van het jaar | Masanobu Takashima | gewonnen |

## Trivia
- Dit was de eerste film waarin Godzilla zijn nucleaire puls gebruikte.
- Het personage Miki Saeguas deed ook mee in de rest van de Heisieserie films.